# 제이미 해리스
제이미 해리스(Jamie Harris, 1963년 5월 15일 ~ )는 영국의 배우이다.
화이트채플에서 태어났다.

## 영화
- 제이드 팬던트 (2017년)
- 더 프론티어 (2015년)
- 나이트 오브 컵스 (2015년) - 강도 역
- 블러드 랜섬 (2014년) - 빌 역
- 노스 베이 (2013년)
- 혹성탈출: 진화의 시작 (2011년) - 로드니 역
- 그린 호넷 (2011년) - 팝아이 역
- 미스터 나이스 (2010년) - 패트릭 레인 역
- 나이프 엣지 (2009년)
- 아드레날린 24 2 (2009년)
- 아이 빌리브 인 아메리카 (2007년)
- 플란넬 파자마 (2006, Flannel Pajamas) - 브래드 역
- 프레스티지 (2006년)
- 뉴 월드 (2005년)
- 레모니 스니켓의 위험한 대결 (2004년)
- Rick (2003)
- 바탈리언 (2001년)
- BMW 단편 프로젝트 - 초우즈 (2001년)
- 메이드 (2001년)
- 디너 러쉬 (2000년)
- 패스트 푸드 패스트 우먼 (2000년) - 브루노 역
- 로스트 선 (1999년)
- 메이드 맨 (1999년) - 로이스 역
- 마리 프롬 더 베이 오브 엔젤스 (1997년)
- 터치 미 (1997년) - 링크 역
- 사베지 하트 (1996년)
- 프린세스 카라부 (1994년)
- 아버지의 이름으로 (1993년)